# Dínó tesó
A Dínó tesó (eredeti cím: The Good Dinosaur) 2015-ben bemutatott amerikai 3D-s számítógépes animációs kalandfilm, a 16. Pixar-film. A filmet Meg LeFauve forgatókönyvéből az elsőfilmes Peter Sohn rendezte. A főszereplők eredeti hangját Raymond Ochoa, Jack Bright, Steve Zahn, Sam Elliott, Anna Paquin, A. J. Buckley, Jeffrey Wright és Frances McDormand kölcsönözte.
A Walt Disney Studios Motion Pictures forgalmazásában jelent meg, világpremierje 2015. november 15-én volt Párizsban. Az Amerikai Egyesült Államokban november 25-én mutatták be, Magyarországon a Fórum Hungary hozta forgalomba 2015. december 3-án.

## Cselekmény
|  | Alább a cselekmény részletei következnek! |

A történet egy olyan világban játszódik, amelyben sok millió évvel ezelőtt az az aszteroida, amely a dinoszauruszok kipusztulását eredményezte, sosem csapódott be a Földbe, ennélfogva a dínók sosem haltak ki. Évmilliókkal később ők népesítették be a földi civilizációt, és most már növényevők és ragadozók békében élnek egymás mellett.
Egy apatousaurus családnak kicsinyei születnek. A legkisebb és legcsenevészebb dínó az alomban Arlo, aki mindentől megijed, és a szülei pátyolgatására szorul. Az apatosaurusok mezőgazdasággal foglalkoznak, de Arlo nem képes ellátni a földeken a rá szabott munkát. Apja azt az utasítást adja neki, hogy védje meg a termést egy állandó kártevőtől, amiről később kiderül, hogy valójában egy állati ösztönökkel rendelkező emberfiú. Arlo hagyja elmenekülni a kártevőt, amiért az apja megharagszik rá. Együtt követik a nyomait, ám váratlanul vihar tör ki és megárad a folyó. Arlo apja kimenekíti a fiát az áradatból, őt azonban elragadja a végzetes sodrás.
Arlo az emberfiút hibáztatja apja haláláért, és amikor egészen a folyóig üldözi őt dühében, belezuhan a vízbe, s az áramlat messzire sodorja az otthonától. Hogy megtalálja a hazavezető utat, szüksége van az emberfiú segítségére, aki kiváló szaglóérzékkel rendelkezik. Pöttynek nevezi őt el, és együtt nekivágnak a hosszú útnak, ami akadályokban cseppet sem szűkölködik. Nemcsak a vadonban való túlélés ígérkezik nehéz feladatnak, de ráadásul egy csapat elvetemült pteroszaurusz is a nyomukban van, akiknek feltett szándékuk felfalni Pöttyöt. Szerencsére Arlóék mellé szegődik egy kedves Tyrannosaurus család, akik segítenek nekik a hazajutásban. A család feje, Butch segít Arlónak a félelmei leküzdésében, emellett segít neki továbblépni az édesapja halálán. Arlo ráébred, hogy nem Pötty volt a hibás azon a végzetes napon, hanem ő. Ráébred, hogy a kis emberfiú valójában ugyanolyan magányos, mint ő, miután sok évvel ezelőtt elvesztette a családját. Amikor a kegyetlen pteroszauruszok elragadják Pöttyöt, Arlo végre legyőzi eddigi félelmeit, és még a saját életét is kockára teszi, hogy Pöttyét megmentse. Végül mindketten szerencsésen megmenekülnek, és legyőzik ellenségeiket. Arlo úgy határoz, hazaviszi magával Pöttyöt, de mikor az út során belebotlanak egy embercsaládba, válaszút elé kerül. Ráébredvén, hogy Pöttynek az lesz a legjobb, ha a saját fajtársaival marad, nehéz búcsút vesz a barátjától, és elengedi őt.
Arlo ezután hazatér édesanyjához, testvéreihez, immár, mint nagy és erős felnőtt dínó, aki méltón megérett rá, hogy átvegye az apja helyét.
|  | Itt a vége a cselekmény részletezésének! |

## Szereplők
| Szereplő    | Eredeti hang      | Magyar hang     |
| ----------- | ----------------- | --------------- |
| Arlo        | Raymond Ochoa     | Straub Martin   |
| Apa         | Jeffrey Wright    | Kőszegi Ákos    |
| Mennydörgés | Steve Zahn        | Rajkai Zoltán   |
| Nash        | A.J. Buckley      | Szatory Dávid   |
| Ramsey      | Anna Paquin       | Varga Gabriella |
| Butch       | Sam Elliott       | Vass Gábor      |
| Anya        | Frances McDormand | Spilák Klára    |
| Buck        | Marcus Scribner   | Baráth István   |

## Televíziós megjelenések
- HBO, HBO 2, HBO 3, Viasat 3 [forrás?]
- Film+, RTL Klub [forrás?]